# リビア海
リビア海（リビアかい、古代ギリシア語: Λιβυκόν πέλαγος、羅: Libycum Mare）は、地中海の一海域である。東はレバント海、北はイオニア海、西はシチリア海峡である。
古代リビュア、すなわちキレナイカおよびマルマリカのアフリカ海岸（現在のリビア東部およびエジプト西部の海岸、トブルクとアレクサンドリアの間）の北に位置する。この区分は、地中海南部を説明した古代の地理学者によって使用されていたが、この用語は、現代の紀行作家や地図製作者にも使用されている。
リビア海の境となっているクレタ島の南部の海岸線には、アステルシア山脈およびメサラ平野がある。この地域はコンモス、アヤ・トリアダ、ファイストスの遺跡を含む古代青銅器時代の中心地である。